# Rita Lopes de Almeida
Rita Lopes de Almeida, in religione Rita Amata di Gesù (Casalmedinho, 5 marzo 1848 – Casalmedinho, 6 gennaio 1913), è stata una religiosa portoghese, fondatrice delle Suore dell'Istituto di Gesù, Maria e Giuseppe; è stata beatificata nel 2006.

## Il culto
Il 20 dicembre 2003 papa Giovanni Paolo II ha autorizzato la Congregazione per le Cause dei Santi a promulgare il decreto riguardante le virtù eroiche di Rita Amata di Gesù, riconoscendole il titolo di venerabile.
È stata proclamata beata il 28 maggio 2006 nel corso di una cerimonia celebrata nel piazzale della cattedrale di Viseu e presieduta dal cardinale José Saraiva Martins, prefetto della Congregazione per le Cause dei Santi, in rappresentanza di papa Benedetto XVI.